# Ionenwisselaarhars

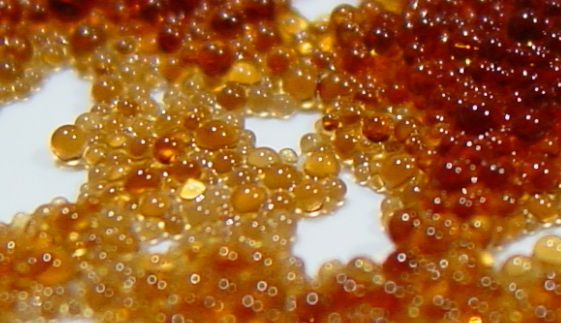
Harsballetjes voor ionenuitwisseling

Een ionenwisselaarhars is een soort kunsthars met hierin functionele groepen waaraan ionen zijn gebonden. Deze ionen kunnen worden uitgewisseld met andere ionen uit een langsstromende waterige oplossing. In een ionenwisselaar worden verschillende ionenwisselaarharsen gebruikt.

## Polystyreenharsen
In 1944 werden de eerste polystyreen-harsen ontwikkeld door d'Alelio. Deze harsen waren zwakbasisch en alleen in staat om sterke zuren uit te wisselen. Twee jaar later heeft McBurney een nieuw type hars ontwikkeld door gebruik te maken van chloormethylering en het inbrengen van aminegroepen. Dankzij deze productiemethode konden ook zwakke zuren als koolzuur en kiezelzuur worden verwijderd.

## Macroporeuze harsen
Een van de problemen die het functioneren van de bovengenoemde harsen beperkte is dat de harsen vrij snel vervuild raken door natuurlijk organisch materiaal uit bronwater en oppervlaktewater. Om deze problemen op te lossen werden de harsen voorzien van kunstmatig aangebrachte poriën met diameters tot 150 nanometer. Dankzij de poriën wordt het bruikbare oppervlak sterk vergroot en kunnen meer functionele groepen worden aangehecht. Om de mechanische sterkte te vergroten is ook een groot aantal crosslinks aangebracht. Er bestaan ook harsen met natuurlijk gevormde kanalen, deze worden gelharsen genoemd.

## Polyacrylanionharsen
In het begin van de jaren 1970 is een nieuw type anionhars op de markt gekomen. Dit hars is gebaseerd op een matrix van polyacryl. Deze hars heeft als voordeel dat de weerstand tegen vervuiling hoog is. Ook is de mechanische stabiliteit hoog dankzij de elastische eigenschappen van de polymeer

## Uniforme monosphere harsen
In de jaren 1980 en 1990 is men begonnen met het toepassen van harsdeeltjes met een uniforme deeltjesgrootte. Dit is omdat het hebben van een uniforme deeltjesgrootte een aantal voordelen biedt ten opzichte van de grote spreiding in afmetingen (0,3 tot 1,2 millimeter):
- een betere scheiding in gelaagde bedden en mengbedden
- een betere waterkwaliteit
- een hogere efficiëntie
- een grotere mechanische stabiliteit

## Harsen met polystyreenmatrix
Door de polymerisatie van styreen wordt tweedimensionaal polystyreen gevormd dat doorzichtig en oplosbaar is in verschillende organische oplosmiddelen. Door tijdens het polymeriseren van de styreen een kleine hoeveelheid divinylbenzeen toe te voegen ontstaat een groot aantal crosslinks waardoor de polymeer onoplosbaar wordt. Door het percentage divinylbenzeen tijdens de polymerisatie te variëren zijn de mechanische eigenschappen en de waterdoorlaatbaarheid van de harsdeeltjes te variëren. Meer divinylbenzeen zorgt voor een groter aantal crosslinks dus een grotere mechanische sterkte maar ook een lagere uitwisselingscapaciteit. De driedimensionale structuur heeft een grote weerstand tegen oxidatie en mechanische slijtage.

## Harsen met polyacrylmatrix
Een polymeermatrix op basis van acryl kan uit verschillende stoffen (acrylzuur, methacrylzuur of acrylonitril) worden gemaakt door middel van polymerisatie. Ook bij deze harsen wordt divinylbenzeen gebruikt om de losse polymeerketens te binden tot een driedimensionale structuur door middel van crosslinking.